# Planta exótica

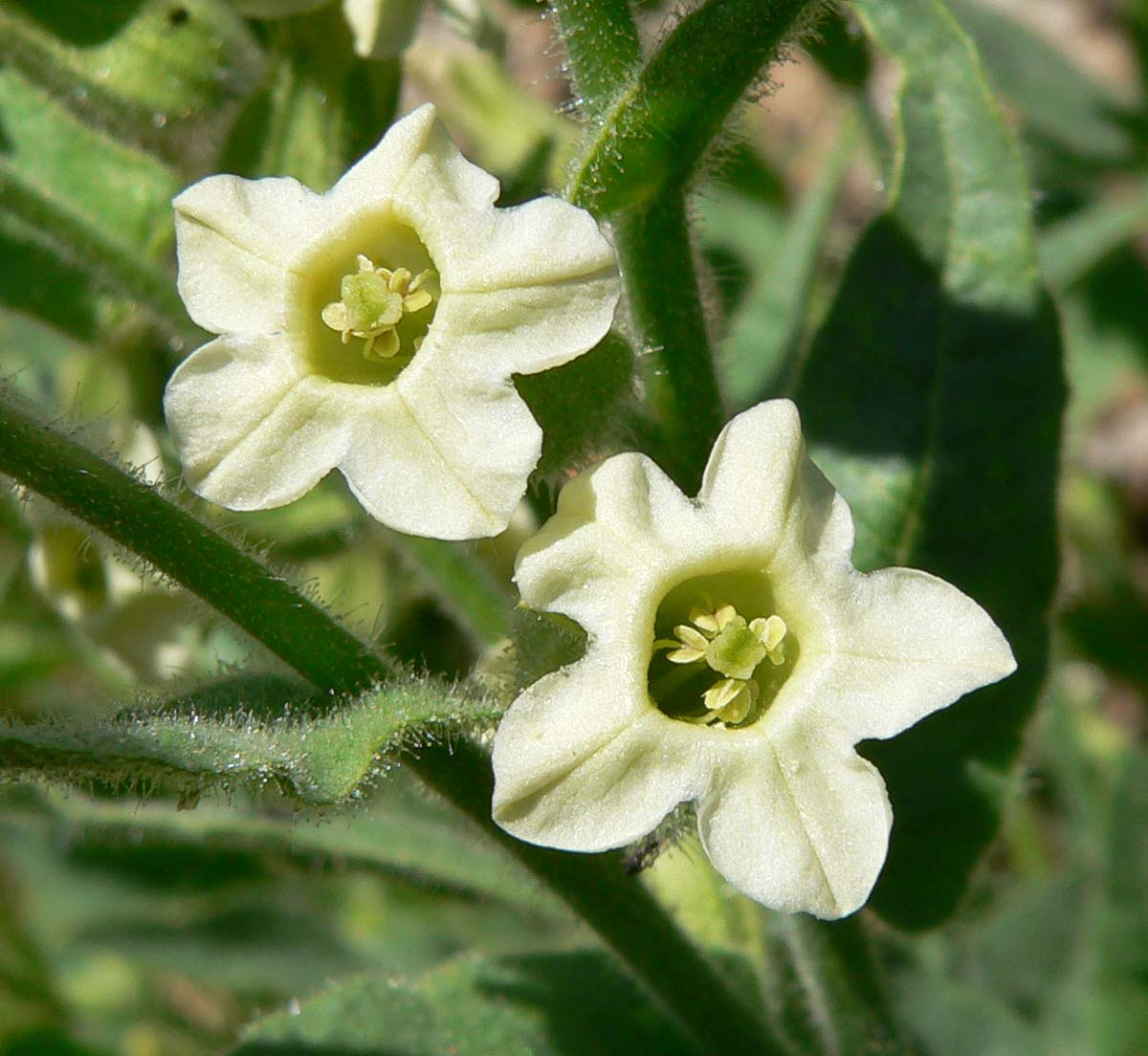
Nicotiana obtusifolia, Tabaco, exótica introduzida na Europa de origem americana

Planta exótica é aquela dada como proveniente de fora da flora original local. Ou seja, uma planta exótica não é autóctone do ambiente nativo. Também diz-se que uma planta exótica é estrangeira, não é indígena.
Em muitos lugares do mundo as plantas exóticas causam desequilíbrios no ecossistema local e são consideradas como espécies invasoras. Em casos extremos chegam a provocar a extinção de espécies animais e vegetais nativos da região aonde elas proliferam.

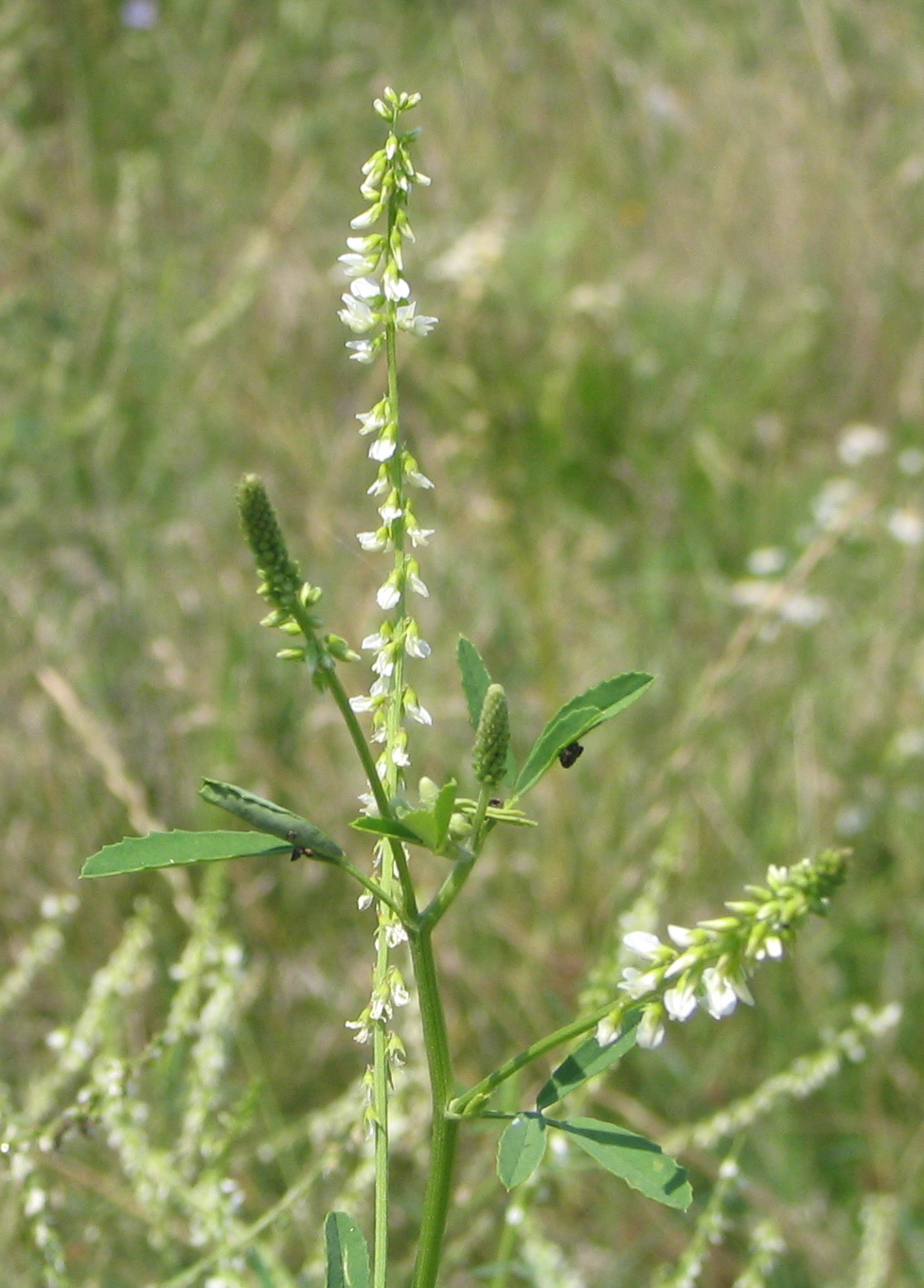
Melilotus sp., comum nos EUA, tem origem eurasiana. Usada como forragem e em adubação verde

Muitas plantas exóticas foram introduzidas em novos territórios. Inicialmente como plantas ornamentais, para controle de erosão, alimentação, ou exploração florestal. Se uma exótica se tornará uma espécie invasora é raramente entendido no começo. Assim diversas plantas exóticas são comercializadas durante anos até que repentinamente se naturalizam e tornam-se espécies invasoras.

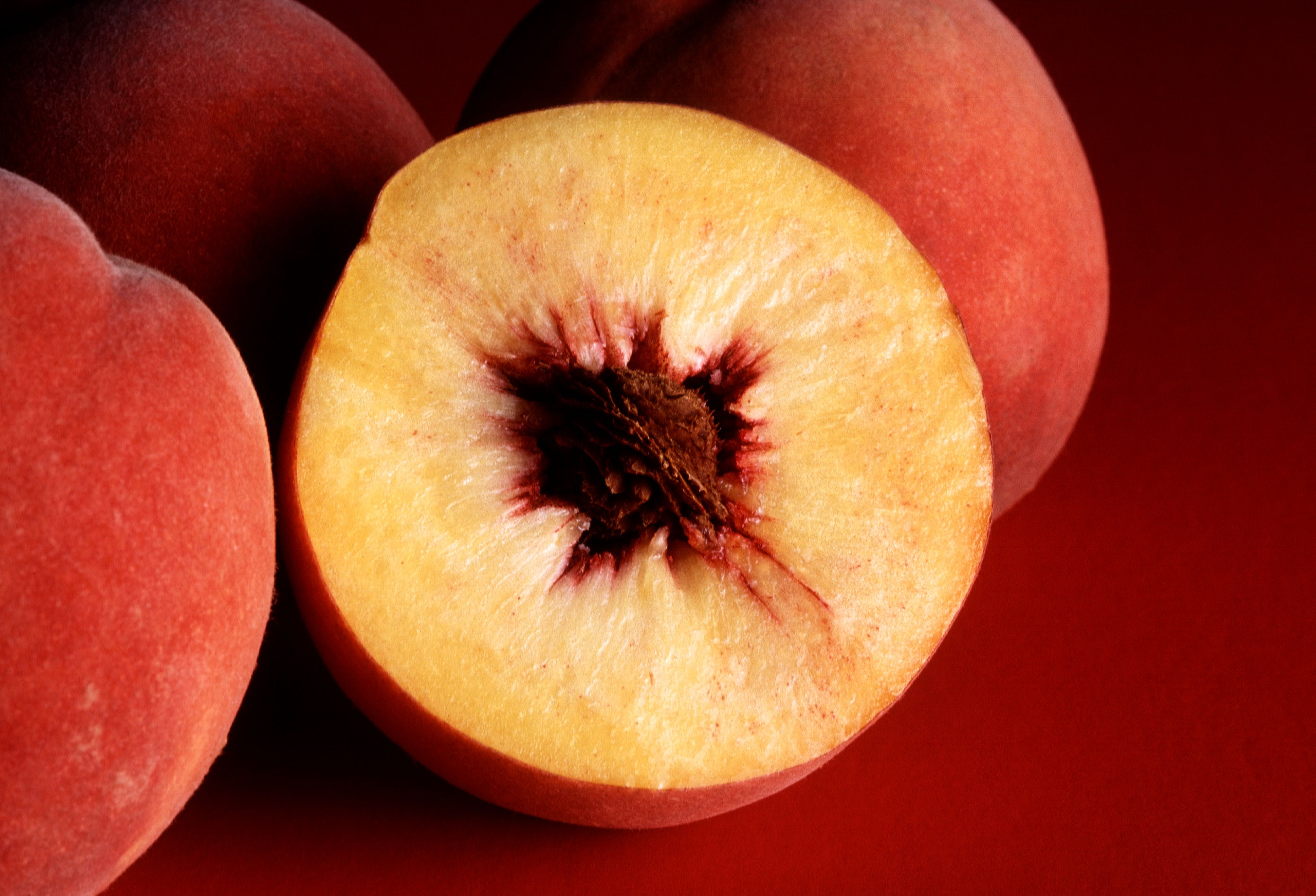
Prunus persica, Pêssego

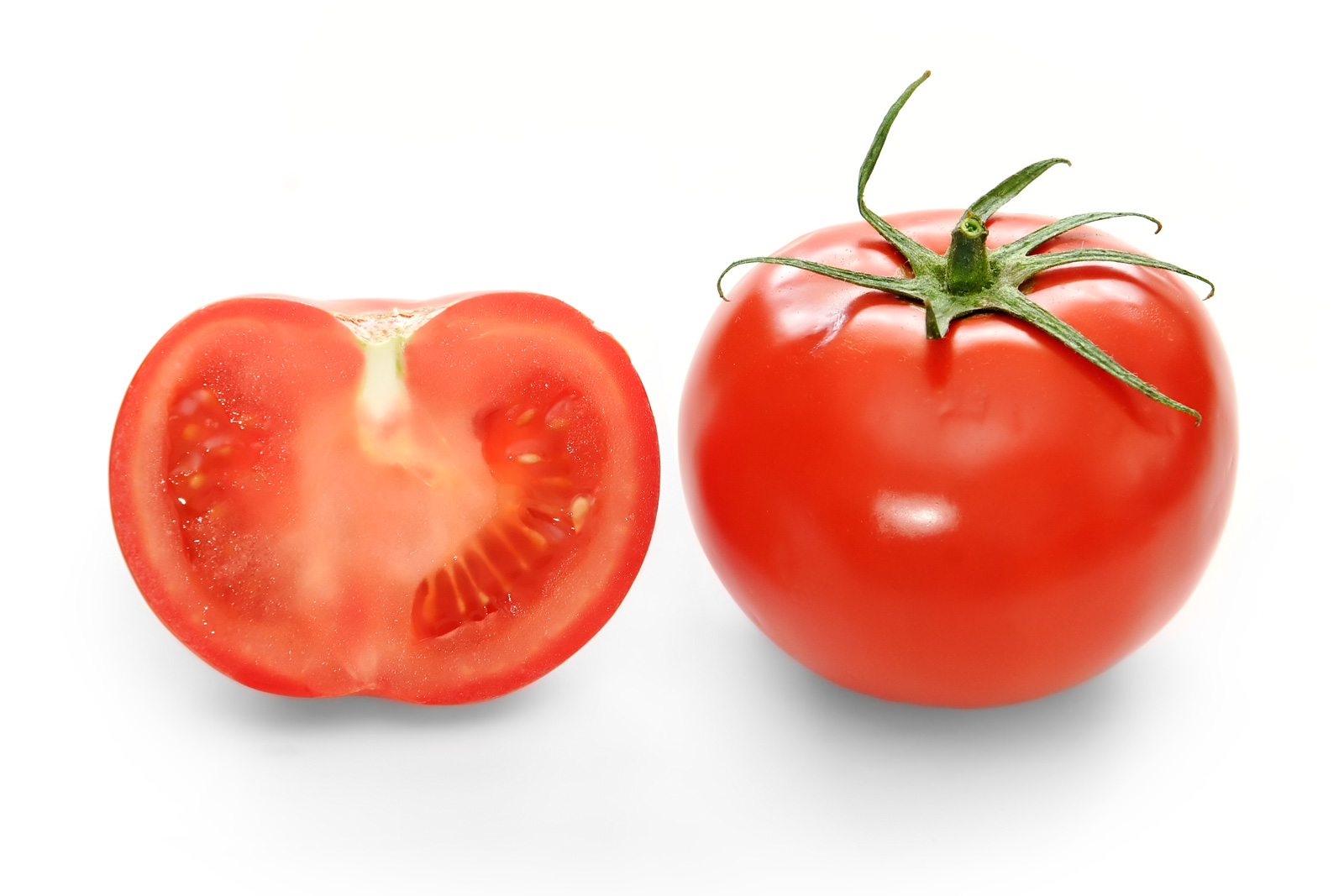
Solanum lycopersicum, Tomate

## Alimentação e Medicina
Pêssegos, por exemplo, tem origem na China e foram realocados para a maior parte do mundo habitado. Os tomates são nativos dos Andes. Abóboras, milho, e a batata são nativos das Américas mas foram introduzidos no Velho Mundo.
Muitas espécies introduzidas requerem contínua intervenção humana para sobreviver no novo ambiente. Outras podem tornarem-se selvagens sem competir seriamente com as espécies nativas e deste modo aumentando a biodiversidade da área.

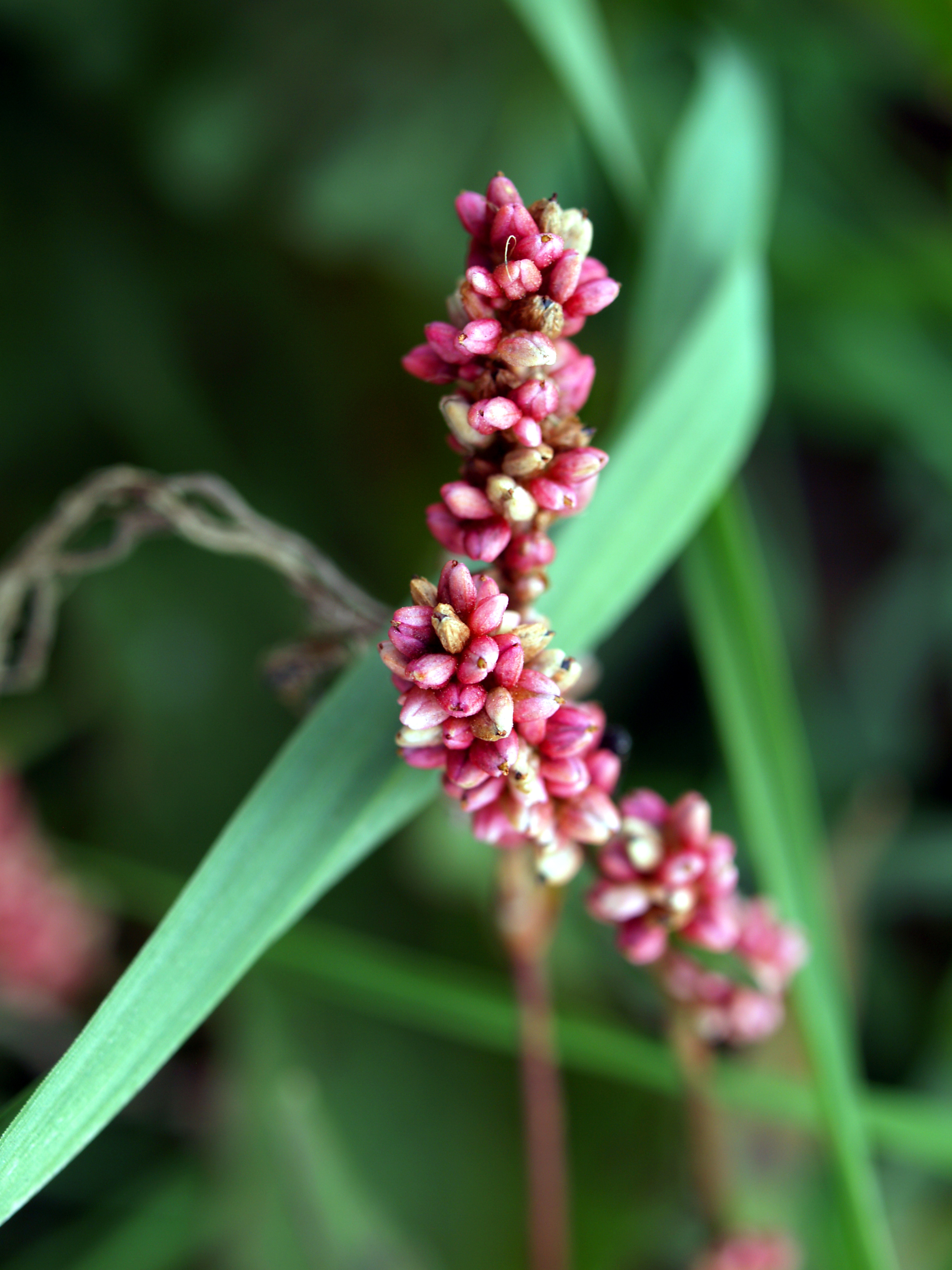
Polygonum coccineum, erva medicinal

A erva japonesa Polygonum coccineum cresce abundantemente em muitas nações. O ser humano a introduziu em muitos lugares no século 19. É uma fonte de Resveratrol, um suplemento dietético, e usado na Medicina Chinesa para tratamento de infecções urinárias.

## Ornamentação e Invasoras

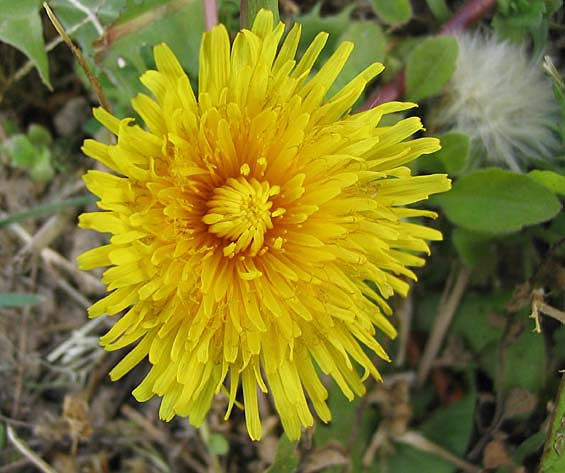
Taraxacum officinale, Dente-de-leão

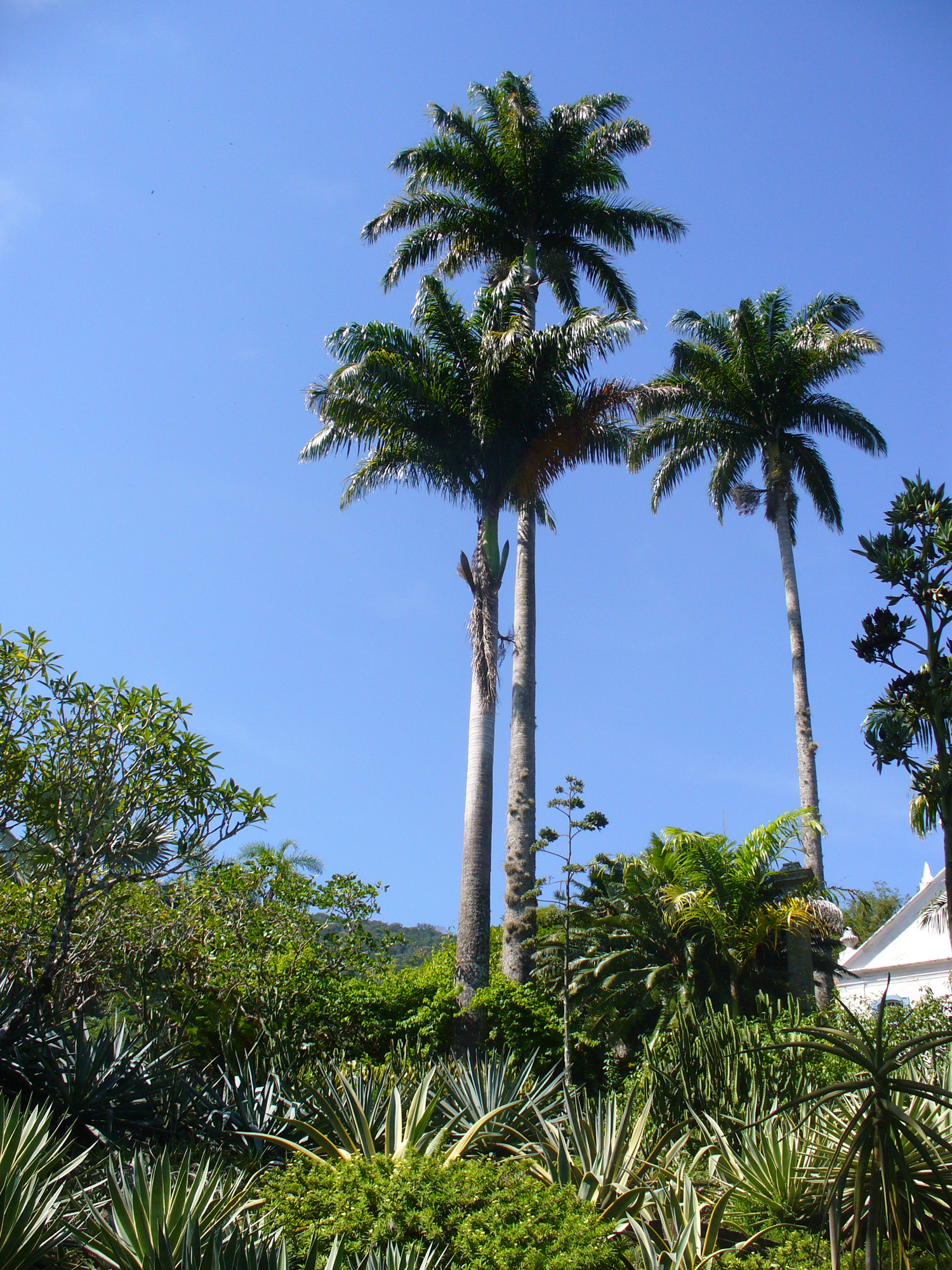
Roystonea oleracea, a caribenha Palmeira-imperial trazida ao Brasil séculos atrás

Dente-de-leão (Taraxacum officinale) é uma exótica introduzida nas Américas. Também usada na alimentação e medicina (fitoterapia), é uma espécie versatilmente útil. Ainda que ornamental, raramente é cultivada devido à sua facilidade de dispersão e adaptabilidade, sendo por isso também considerada invasora.
A exótica Palmeira-imperial (Roystonea oleracea), apreciada pelo seu belo porte, é nativa das Antilhas, norte da Venezuela e nordeste da Colômbia. Foi introduzida no Brasil à época de Dom João VI para ornamentação paisagística e difundida no país.

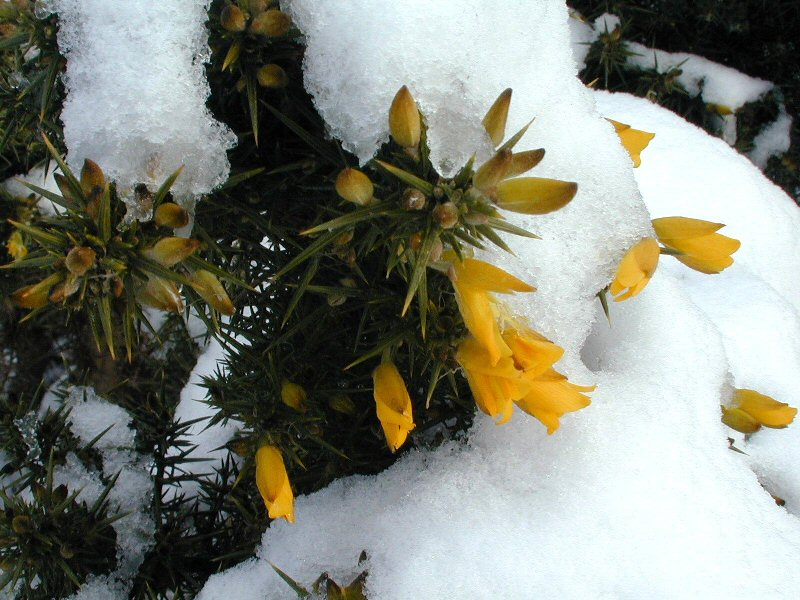
Ulex europaeus, Tojo – planta ornamental

O arbusto Tojo (Ulex europaeus) da Escócia, originalmente uma planta ornamental de jardim, foi introduzido na Nova Zelândia para a mesma finalidade. Assim como o pinheiro Monterey, o Tojo mostrou-se favorecido pelo novo clima. É, no entanto, considerada como uma planta nociva que ameaça destruir plantas nativas em grande parte do país e é, portanto, rotineiramente erradicada, embora possa também oferecer um ambiente de viveiro para as mudas das plantas nativas.
Utilizada em aquários ornamentais, a alga Caulerpa taxifolia é uma espécie marinha muito problemática no sul da Europa. A Caulerpa foi observada pela primeira vez no mar Mediterrâneo em 1984 ao largo da costa de Mônaco. Em 1997 ela havia coberto cerca de 50 km². Ela tem um forte potencial para super crescimento nos biótopos naturais, e representa um grande risco para os ecossistemas sublitorâneos. A origem da alga no Mediterrâneo foi teorizada como uma migração através do Canal de Suez no Mar Vermelho, ou como introdução acidental através de aquários descartados no mar.

## Exploração florestal

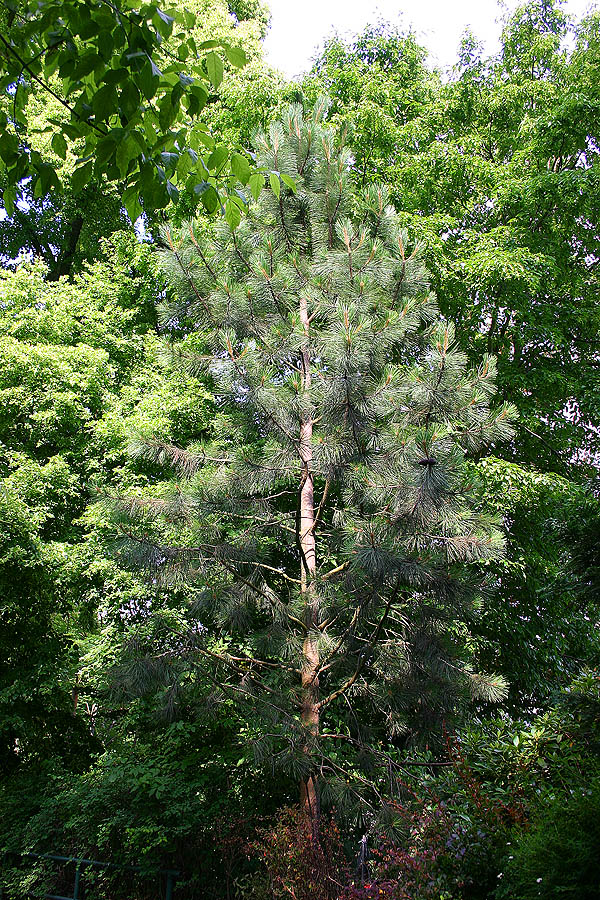
Pinus radiata, pinheiro Monterey da Califórnia

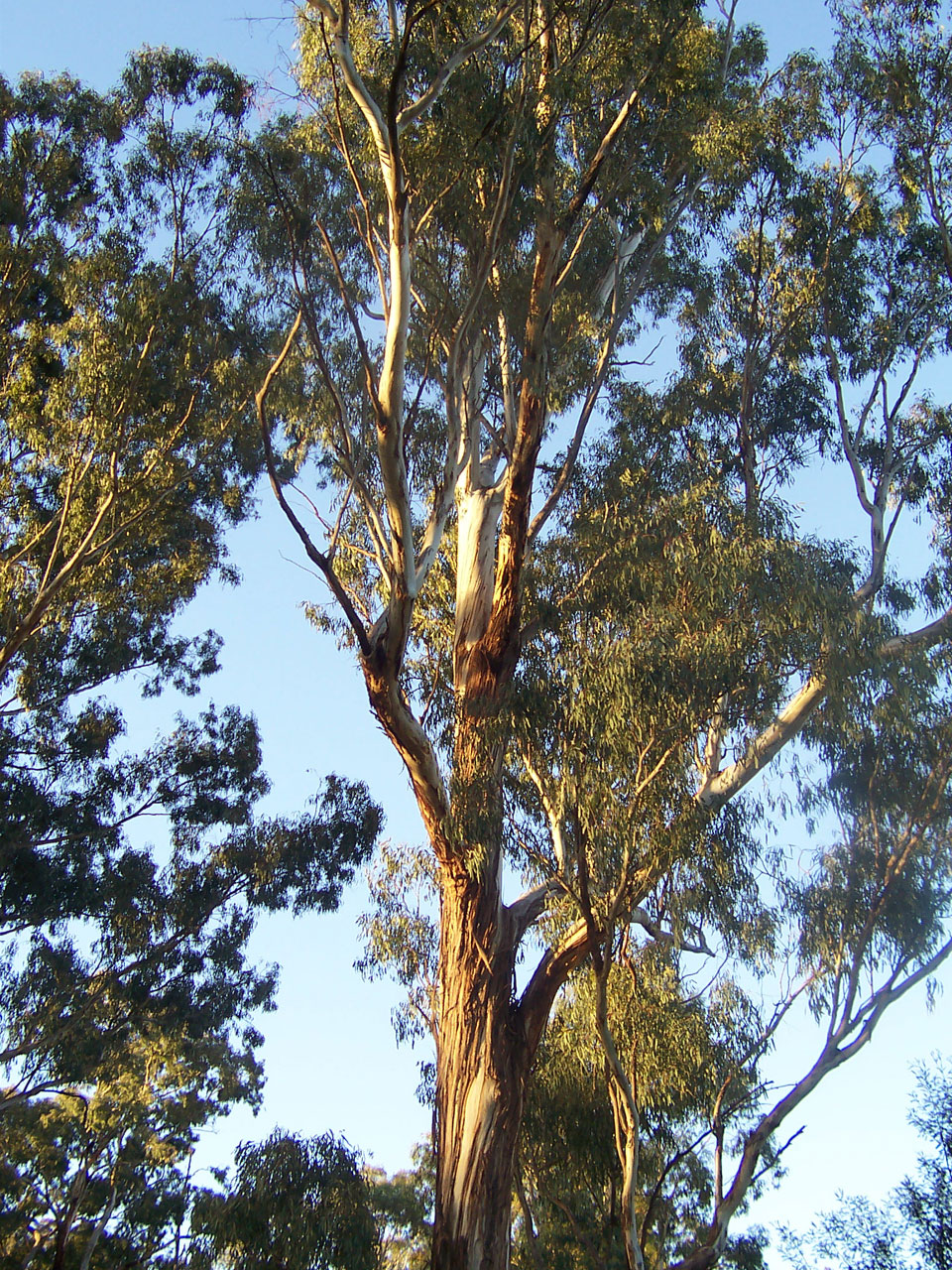
gênero Eucalyptus com mais de 700 espécies

Na Nova Zelândia, o maior cultivo comercial é de Pinus radiata. Nativo da Califórnia, o pinheiro Monterey, cresce tão bem na Nova Zelândia quanto na Califórnia. No entanto, as florestas de pinheiros são também ocupados por veados americanos e europeus e gambás da Austrália. Todas são espécies exóticas e todas prosperaram no ambiente da Nova Zelândia. Os pinheiros são considerados benéficos, enquanto que os cervos e os gambás são consideradas pragas sérias.
No Brasil os Eucaliptos australianos e pinheiros norte-americanos são largamente cultivados, mas também são inadequados à fauna local.

## Riscos
Espécies exóticas podem trazer uma forma de extinção de plantas nativas por hibridação e "introgressão", sejam estes processos ocorridos através da introdução intencional por seres humanos, ou por meio da modificação do hábitat quando as exóticas se colocam em contato com as indígenas, principalmente se estas últimas estavam regionalmente isoladas.
Estes fenômenos (hibridação e introgressão) podem ser particularmente prejudiciais para a espécie rara que contata exóticas possuindo maior número de indivíduos. Nestas condições se a espécie rara cruza com elas e tem todo o seu raro genoma geneticamente inundado na criação de híbridos, então toda a sua população de raça autóctone é assim conduzida à completa extinção.
Na realidade se por um lado algum grau de transmissão genética possa ser um natural processo evolutivo e construtivo, já a hibridação com ou sem introgressão pode contudo ameaçar a existência de espécies raras. Agravando esta condição está o fato de que a dimensão deste problema  nem sempre é algo facilmente perceptível a partir de aspectos morfológicos (isto é, da condição física da planta).

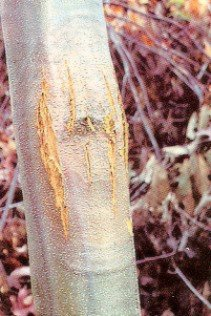
Castanheira com fungos do cancro que fazem a casca do tronco se romper

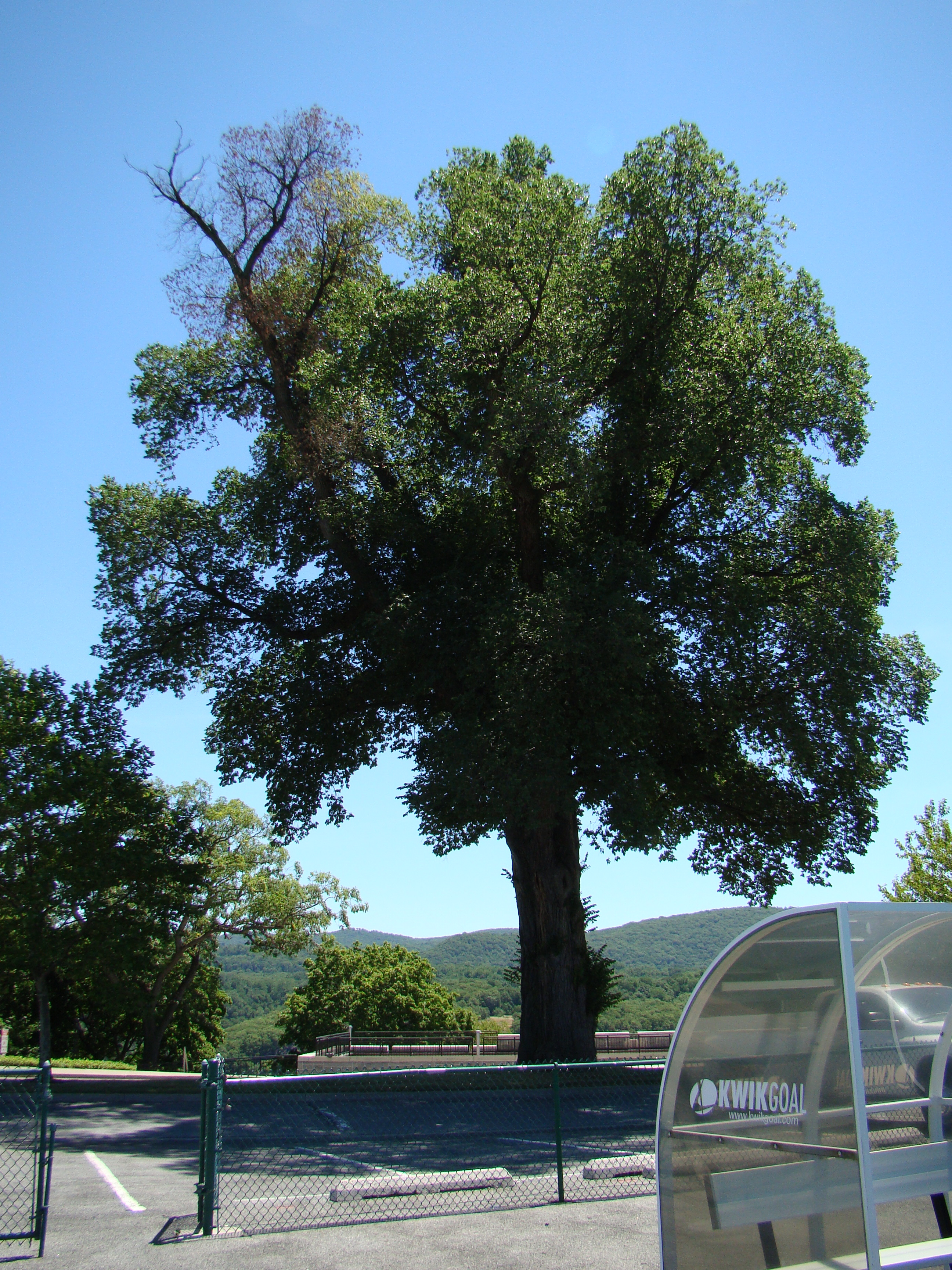
Olmo perdendo as folhas da copa por infecção da doença holandesa do olmo

Outro elemento de risco é a pura competição entre espécies. Existem muitos casos graves como por exemplo aquele da alga Caulerpa mencionado anteriormente. Ou ainda o caso de algumas espécies de trepadeiras exóticas que simplesmente proliferam em demasia e assim debilitam a flora nativa crescendo excessivamente, sombreando e/ou estrangulando seus hospedeiros até a morte.
Ademais existe o problema da introdução de novas moléstias vegetais. Doenças como o cancro de castanheira que foi disseminado por exóticas introduzidas na América do Norte, quase eliminaram a nativa Castanheira Americana (Castanea dentata) de seu hábitat.
A Grafiose, doença trazida pelo Olmo holandês, reduziu extremamente os olmos nativos na América (Ulmus americana). Ou também como exemplo pode-se citar as videiras que trazidas originalmente da Europa foram vítimadas nas Américas por parasitas locais. E para acentuar o agravamento desta situação, ao final os parasitas americanos incidentalmente atravessaram o Atlântico, se disseminaram, e ameaçaram seriamente os vinhedos na própria Europa, antes um território livre desses parasitas.